# موراي جونز
موراي جونز (بالإنجليزية: Murray Jones)‏ (7 أكتوبر 1964 المملكة المتحدة - ) هو لاعب كرة قدم بريطاني يلعب كمهاجم.